# Zin (taalkunde)
Een zin is een verzameling woorden die in de juiste volgorde een complete en begrijpelijke tekst opleveren. Zinnen vormen de samenstellende onderdelen van proza.

## Algemene kenmerken
De kenmerken van een zin zijn de aanwezigheid van een onderwerp en een persoonsvorm. Alleen in een bepaalde context kan uit een zin een of beide onderdelen worden weggelaten. Zo bestaat in het Nederlands de eenwoordzin "Brand!". Of, als een repliek in een gesprek, de elliptische zin "Hij niet.", waarin de werkwoordsvorm (en eventueel het lijdend voorwerp) ontbreekt (of ontbreken). Een lange zin daarentegen, met een aaneenschakeling van hoofd- en bijzinnen, wordt naar het Latijnse voorbeeld (waar dit soort zinnen erg gebruikelijk was) een periode genoemd. Ideaal voor een goede schrijfstijl is korte en langere zinnen af te wisselen.
In veel talen wordt het eerste woord van een zin met een hoofdletter geschreven en wordt een zin afgesloten met een punt, een vraagteken of een uitroepteken. Een zin die eindigt op een vraagteken wordt ook wel een vraag genoemd.
Een zin wordt met een bepaalde intonatie uitgesproken. Meestal daalt de toonhoogte iets op het einde, maar in een vragende zin stijgt de toonhoogte dan juist iets. Ook de plaats van de klemtoon speelt vaak een rol; exact dezelfde zin kan, door de klemtoon elders te plaatsen, soms een geheel andere betekenis krijgen.

## Zinsbouw
De zinsbouw, dus de combinatie van woorden en zinsdelen tot welgevormde zinnen, wordt binnen de taalkunde onderzocht in de zinsleer of syntaxis.
In termen van redekundige ontleding bevat een zin normaal gesproken altijd een onderwerp en een gezegde (samen ook wel de zinskern genoemd) en vaak ook een lijdend voorwerp. De zin drukt dan door middel van het werkwoord bijv. een actie uit, die door het onderwerp wordt uitgevoerd. Naast deze drie delen kan de zin ook een meewerkend voorwerp (dat aangeeft ten gunste van wie de actie wordt uitgevoerd), een bijwoordelijke bepaling of een naamwoordelijk deel bevatten.
Andere manier om zinnen syntactisch te ontleden zijn:
- In termen van argumenten, zindelen die onlosmakelijk verbonden zijn met het gezegde
- In termen van complementen, zinsdelen die onmisbaar zijn om de zin als geheel zowel grammaticaal als semantisch te handhaven.

## Hoofdzin, bijzin en grammaticale functie
Niet alleen woorden, maar ook deelzinnen kunnen een functie binnen de volzin vervullen. Een deelzin is algemeen geformuleerd een verzameling woorden waarin een finiete werkwoordsvorm (meestal een persoonsvorm) voorkomt, en die in de volzin door één woord vervangen kan worden, althans, wanneer de deelzin zelf geen hoofdzin is, maar een bijzin (zie verderop). Voorbeelden:
- Ik weet dat hij ziek is (→ ik weet het).
- Hoewel hij ziek is, werkt hij door (→Toch werkt hij door).

In deze voorbeelden heeft het schuingedrukte zinsdeel de functie van lijdend voorwerp (1e zin) en bijwoordelijke bepaling (2e zin).

### Onderscheid tussen hoofd- en bijzin
Het begrip 'functie' kan gebruikt worden om de hoofdzin en de bijzin formeel te onderscheiden: binnen de volzin heeft de hoofdzin dan géén aparte grammaticale functie (en kan niet door één woord vervangen worden), terwijl dat wél het geval is voor de bijzin (die kan allerlei functies hebben zoals die van bijwoordelijke bepaling). In bovengenoemde voorbeelden zijn 'ik weet' en 'werkt hij door' dus geen bijzinnen, maar hoofdzinnen.
Dit gebruik van de term hoofdzin wordt niet door alle taalkundigen erkend. Velen gebruiken de term voor de volzin, en bedienen zich van de uitdrukking matrix-zin om de deelzin-zonder-functie aan te duiden.
Zowel het onderwerp als het lijdend voorwerp kunnen in bijvoorbeeld een Nederlandse zin ook worden gevormd door een bijzin.